# Phrurolithus foveatus
Phrurolithus foveatus är en spindelart som beskrevs av Song 1990. Phrurolithus foveatus ingår i släktet Phrurolithus och familjen flinkspindlar. Inga underarter finns listade i Catalogue of Life.